# Катастрофа G-73 возле Майами
Катастрофа G-73 возле Майами — авиационная катастрофа, произошедшая в понедельник 19 декабря 2005 года. Самолёт-амфибия Grumman G-73T Turbine Mallard авиакомпании Chalk's Ocean Airways выполнял плановый рейс CHK101 по маршруту Форт-Лодердейл—Майами—Бимини, но через 1 минуту после вылета из Майами у самолёта оторвалась правая плоскость крыла и он рухнул в канал Говермент Кат. Погибли все находившиеся на его борту 20 человек — 2 пилота и 18 пассажиров.
Момент катастрофы (падение самолёта и его оторвавшейся правой плоскости крыла в воду) был снят на камеру мобильного телефона очевидцем.

## Самолёт

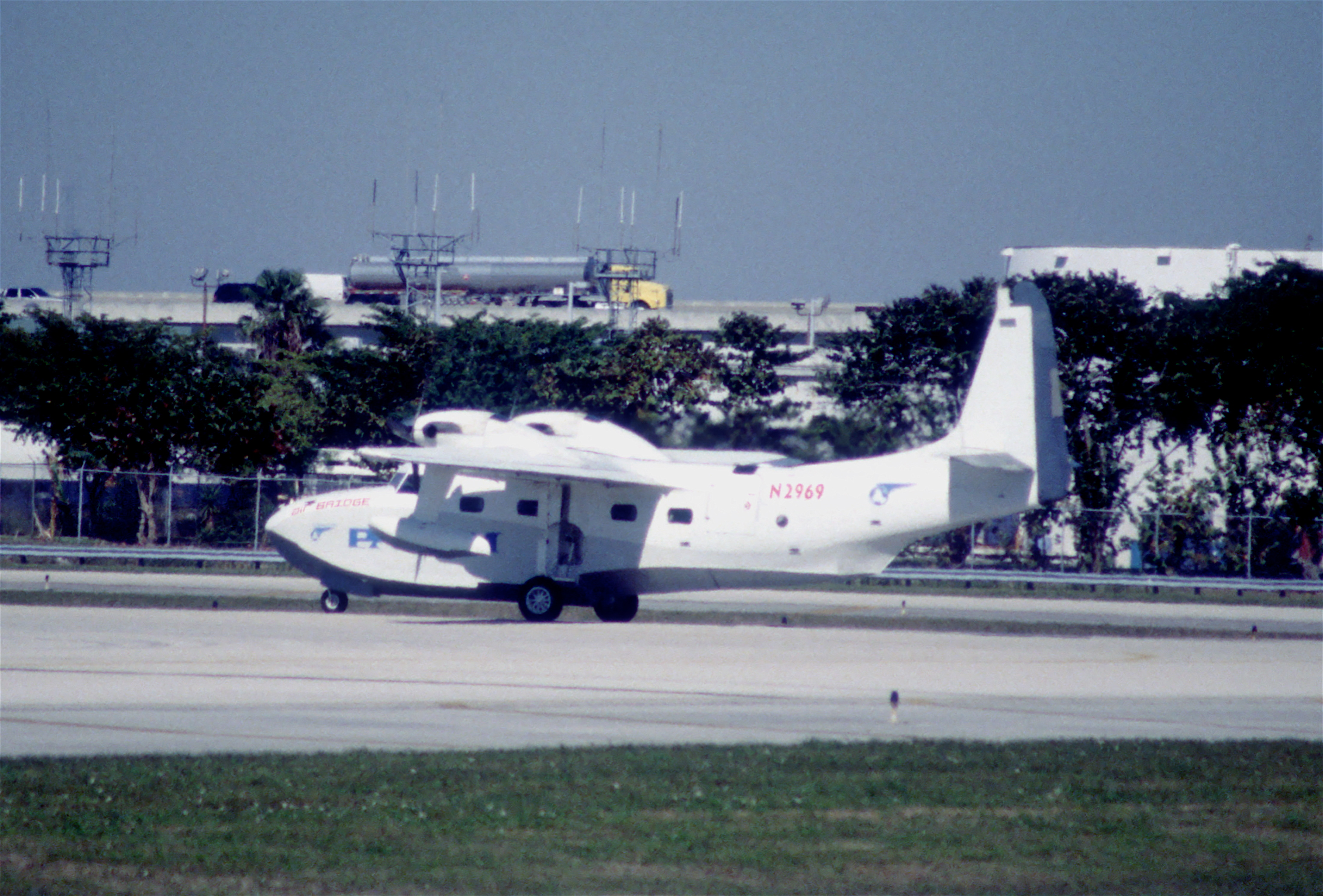
Разбившийся самолёт в 1998 году (в период эксплуатации в Pan Am Air Bridge)

Grumman G-73T Turbine Mallard (регистрационный номер N2969, серийный J-27) был выпущен в мае 1947 года. В 1980 году был куплен авиакомпанией Chalk's Ocean Airways. Сдавался в лизинг авиакомпаниям Flying Boat Inc. и Pan Am Air Bridge. Оснащён двумя турбовинтовыми двигателями Pratt & Whitney Canada PT6A-34. На день катастрофы совершил 39 743 цикла «взлёт-посадка» и налетал 31 226 часов.

## Экипаж и пассажиры
Экипаж рейса CHK101 состоял из двух пилотов:
- Командир воздушного судна (КВС) — 37-летняя Мишель Маркс (англ. Michele Marks). Опытный пилот, проработала в авиакомпании Chalk’s Ocean Airways 2 года и 9 месяцев (с марта 2003 года). В должности командира Grumman G-73 — с 14 августа 2005 года (до этого управляла им в качестве второго пилота). Налетала свыше 2820 часов, свыше 1630 из них на G-73 (свыше 430 из них в качестве КВС).
- Второй пилот — 34-летний Пол Десанктис (англ. Paul DeSanctis). Опытный пилот, проработал в авиакомпании Chalk’s Ocean Airways 8 месяцев (с апреля 2005 года). В должности второго пилота Grumman G-73 — с 19 октября 2005 года. Налетал свыше 1420 часов, 71 из них на G-73.

| Гражданство       | Пассажиры | Экипаж | Всего |
| ----------------- | --------- | ------ | ----- |
| США               | 7         | 2      | 9     |
| Багамские Острова | 11        | 0      | 11    |
| Итого             | 18        | 2      | 20    |

## Катастрофа

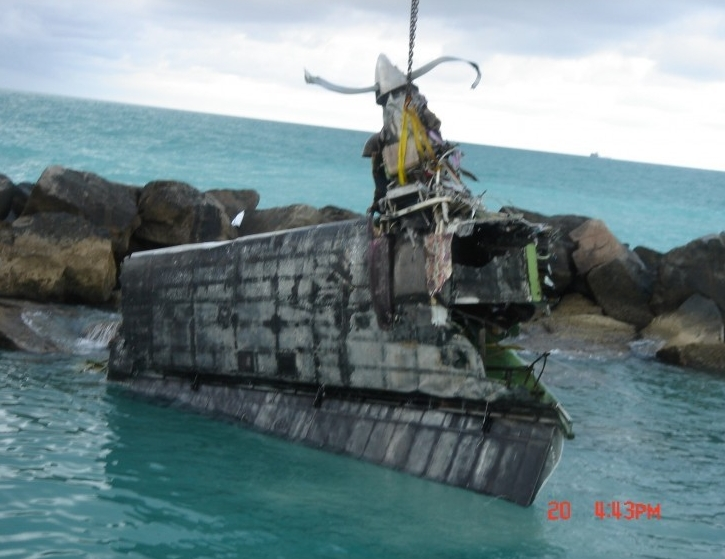
Оторвавшееся правое крыло рейса 101

## Расследование
Расследование причин катастрофы рейса CHK101 проводил Национальный совет по безопасности на транспорте (NTSB).
Окончательный отчёт расследования был опубликован 30 мая 2007 года.

## Культурные аспекты
- Катастрофа рейса 101 Chalk’s Ocean Airways показана в 9 сезоне канадского документального телесериала Расследования авиакатастроф в эпизоде Майамская загадка.
- Разбившийся самолёт снялся в 2 сериях американского телесериала «Полиция Майами: Отдел нравов» — 1 серии 1 сезона (1984) и 14 серии 4 сезона (1988).